# THE IDOLM@STER MASTERWORK
《THE IDOLM@STER MASTERWORK》(아이돌마스터 마스터워크)는 2006년 12월 20일부터 일본 컬럼비아에서 발매되고 있는 엑스박스 360 전용 소프트 <THE IDOLM@STER>의 사운드 트랙 CD시리즈이다.

## 개요
Xbox 360판의 신곡의 롱 버전과 아케이드판 수록곡의 레퍼터리 아이돌에 의한 솔로 버전이 수록되고 있다. 다만, 치하야와 아즈사의 솔로 버전은 <THE IDOLM@STER RADIO 가희낙원>에 수록되어 있다.
<MASTERWORK 00>은 완전 한정 생산이며, <MASTERWORK 01~03>의 첫회분에는 캘린더가 동봉되어 있다. 쟈켓 일러스트는 00만 쿠보오카 토시유키, 01 - 03은 시오카와 타카후미가 담당하고 있다.

## 00 나는 아이돌♡
수록곡
1. 나는 아이돌♡
가: 호시이 미키(하세가와 아키코) · 아마미 하루카(나카무라 에리코) · 키사라기 치하야(이마이 아사미)
작사: 나카무라 메구미, 작곡·편곡: NBGI(사사키 히로시인)
2. 하느님의 Birthday
가: 호시이 미키(하세가와 아키코)·아마미 하루카(나카무라 에리코)·키사라기 치하야(이마이 아사미)
작사: 이나마을 사치코, 작곡·편곡: NBGI(Yoshi)
3. THE IDOLM@STER
가: IM@S ALLSTARS
작사: 나카무라 메구미, 작곡·편곡: NBGI(사사키 히로시인)
4. 나는 아이돌♡오리지널 가라오케
작사: 나카무라 메구미, 작곡·편곡: NBGI(사사키 히로시인)
5. 하느님의 Birthday 오리지널 가라오케
작사: 이나마을 사치코, 작곡·편곡: NBGI(Yoshi)

## 01 GO MY WAY!!
수록곡
1. GO MY WAY!! (M@STER VERSION) 
가: 아마미 하루카(나카무라 에리코)·미나세 이오리(쿠기미야 리에) · 타카츠키 야요이(니고 마야코)
작사: yura, 작곡·편곡: NBGI(신전새벽)
2. 추억에 고마워(M@STER VERSION) 
가: 아키즈키 리츠코(와카바야시 나오미) · 미우라 아즈사(타카하시 치아키) · 키쿠치 마코토(히라타 히로미)
작사: 나카무라 메구미, 작곡·편곡: NBGI(사사키 히로시인)
3. 태양의 질투(M@STER VERSION)
가: 아마미 하루카(나카무라 에리코)
작사: 모리 유리코, 작곡·편곡: NBGI(시이나 고)
4. Here we go!! (M@STER VERSION)
가: 미나세 이오리(쿠기미야 리에)
작사: yura, 작곡·편곡: NBGI(Jesahm)
5. 안녕!! 아침밥(M@STER VERSION)
가: 타카츠키 야요이(니고 마야코)
작사: 나카무라 메구미, 작곡·편곡: NBGI(사사키 히로시인)
6. GO MY WAY!! (M@STER VERSION) 오리지널 가라오케
작사: yura, 작곡·편곡: NBGI(신전새벽)
7. 추억에 고마워(M@STER VERSION) 오리지널 가라오케
작사: 나카무라 메구미, 작곡·편곡: NBGI(사사키 히로시인)
8. 보너스 트택 토크

## 02 relations
수록곡
1. relations(M@STER VERSION) 
가: 호시이 미키(하세가와 아키코)·키사라기 치하야(이마이 아사미)
작사: NBGI(mft), 작곡·편곡: NBGI(나카가와 코지)
2. My Best Friend(IM@STER VERSION) 
가: 아키즈키 리츠코(와카바야시 나오미)·하기와라 유키호(오치아이 유리카) · 후타미 아미/마미(시모다 아사미)
작사: NBGI(uRy), 작곡·편곡: NBGI(움푹 팬 곳 히로시)·편곡: NBGI(오우에 마사코)
3. 마법을 걸어! (M@STER VERSION)
가: 아키즈키 리츠코(와카바야시 나오미)
작사·작곡·편곡: NBGI(신전새벽)
4. 포지티브! (M@STER VERSION)
가: 후타미 아미/마미(시모다 아사미)
작사: NBGI(mft), 작곡·편곡: NBGI(나카가와 코지)
5. relations(M@STER VERSION) 오리지널 가라오케
작사: NBGI(mft), 작곡·편곡: NBGI(나카가와 코지)
6. My Best Friend(IM@STER VERSION) 오리지널 가라오케
작사: NBGI(uRy), 작곡·편곡: NBGI(움푹 팬 곳 히로시)·편곡: NBGI(오우에 마사코)
7. 보너스 트택 토크

## 03곧바로
수록곡
1. 곧바로(M@STER VERSION) 
가: 키쿠치 마코토(히라타 히로미)·미우라 아즈사(타카하시 치아키)·하기와라 유키호(오치아이 유리카)
작사: 아침해제, 작곡·편곡: NBGI(Yoshi)
2. 나는 아이돌♡(M@STER VERSION) 
가: 미나세 이오리(쿠기미야 리에)·타카츠키 야요이(니고 마야코)·후타미 아미/마미(시모다 아사미)
작사: 나카무라 메구미, 작곡·편곡: NBGI(사사키 히로시인)
3. First Stage(M@STER VERSION)
가: 하기와라 유키호(오치아이 유리카)
작사: 나카무라 메구미, 작곡·편곡: NBGI(사사키 히로시인)
4. 에이전트 밤을 걷다(M@STER VERSION)
가: 키쿠치 마코토(히라타 히로미)
작사·작곡·편곡: NBGI(LindaAI-CUE)
5. 곧바로(M@STER VERSION) 오리지널 가라오케
작사: 아침해제, 작곡·편곡: NBGI(Yoshi)
6. 나는 아이돌♡(M@STER VERSION) 오리지널 가라오케
작사: 나카무라 메구미, 작곡·편곡: NBGI(사사키 히로시인)
7. 보너스 트택 토크